# سیستوسنتز
سیستوسنتز (به انگلیسی: Cystocentesis)
اخذ نمونه ادرار از طریق دیواره شکم :
یک روش دامپزشکی است که در آن  از طریق دیواره شکمی سوزنی به داخل مثانه یک حیوان زده می شود و نمونه ی ادراری گرفته میشود .
سیستوسنتزِ تشخیصی،(سیستوسنتزی که به منظور تشخیص بکار میرود)، برای جلوگیری از آلودگی نمونه ادراری با باکتری ها ،سلولها و باقی مانده آلودگی دستگاه ادراری تناسلی تحتانی بکار میرود.
سیستوسنتز درمانی ،برای کاهش فشار ایجاد شده توسط انسداد مجاری ادرار، ممکن است استفاده شود.